# ایسه، میه
ایسه در استان میه در کشور ژاپن واقع شده‌است که دارای جمعیت ۱۳۳٬۵۴۷ نفر و مساحت ۲۰۸٫۵۳ کیلومتر مربع با تراکم جمعیت ۶۴۰ نفر در کیلومترمربع است و در تاریخ ۱ نوامبر ۲۰۰۵ به عنوان شهر شناخته شد.